# Trio Rafale
Das Trio Rafale ist ein Klaviertrio aus der Schweiz. Der Name stammt von dem französischen Wort rafale, das im Deutschen Windböe bedeutet. Im übertragenen Sinne kann dies Metapher für alle Arten musikalisch belebter Bewegung sein. Das Ensemble besteht aus Maki Wiederkehr (Klavier), Daniel Meller (Violine) und Flurin Cuonz (Violoncello).

## Geschichte
Gegründet wurde das Trio im Frühjahr 2008 in Zürich. Alle drei Musiker studierten damals an der Zürcher Hochschule der Künste. Ab September 2009 wurden sie von Eckart Heiligers betreut, im Anschluss daran bei Rainer Schmidt in Basel. Weitere musikalische Impulse erhielt das Trio unter anderem bei Eberhard Feltz und Bernard Greenhouse.

## Konzerttätigkeit
Seit der Gründung spielte das Trio Konzerte in der Schweiz, 2012 war es unter anderem bei der Lenzburgiade und den Sommerlichen Musiktagen Hitzacker zu Gast. 2013 gab es sein Debüt in Paris. Im Herbst 2013 ging das Trio Rafale gemeinsam mit dem Schweizer Jugendsinfonieorchester unter der Leitung von Kai Bumann mit dem Tripel-Konzert von Beethoven erstmals auf Tournee. Schon bald entwickelte sich eine internationale Konzerttätigkeit mit Auftritten in London, Edinburgh, Moskau, Japan, Südkorea und zuletzt im März 2018 auf Hawaii. Das Trio war zu Gast auf dem Schleswig-Holstein Musik Festival, beim Davos Festival, beim Prager Frühling, bei den Niedersächsischen Musiktagen Hannover und beim Lucerne Festival. Das Ensemble trat in der Wigmore Hall London, in der Alten Oper Frankfurt, in der Berliner Philharmonie und in der Tongyeong Concert Hall (Südkorea) auf.

## Preise und Auszeichnungen
Erste Preise gewann das Ensemble bei der Osaka International Chamber Music Competition (2014) als auch bei der Melbourne International Chamber Music Competition (2011). Des Weiteren erhielten die Musiker einen ersten Preis beim Concours national pour Trio instrumental Prix Geraldine Whittaker der Jeunesses Musicales de Suisse (2010) und gewannen den Kammermusikwettbewerb des Migros-Kulturprozents 2013, bei dem das Ensemble zudem mit dem Publikumspreis ausgezeichnet wurde. 2014 wurde dem Trio von der Musikkommission der Stadt Zürich ein Werkjahrespreis für Interpretation verliehen.
Im Jahr 2016 wurde das Trio Rafale in das Mentoring-Programm des Beethoven-Hauses Bonn aufgenommen.
Ihre dritte CD, unter anderem mit Frühwerken von Debussy, Rachmaninow, Schostakowitsch und Henze, wurde im Mai 2017 mit dem Preis der deutschen Schallplattenkritik ausgezeichnet.

## Diskographie
- Schumann / Ravel (2012). Monton Records.
- Brahms / Vasks (2013). Acousence Classics.
- Frühwerke / Youthful Passion (2017). Werke von Schostakowitsch, Henze, Jannik Giger, Rachmaninow und Debussy.: Coviello Classics.
- Franz Schubert: Werke für Klaviertrio (2018). Coviello Classics.